# Wysokość dźwięku
Wysokość dźwięku – w muzyce, częstotliwość tonu podstawowego. 
Instrumenty lub ich elementy (np. struny), podczas grania na nich, drgają z określoną częstotliwością zależną od rodzaju materiałów, z jakich zostały wykonane oraz od ich wymiarów fizycznych. Wysokość dźwięku zależna jest od ilości drgań wykonanych w jednostce czasu; im większa częstotliwość drgań, tym wyższy jest dźwięk
Częstotliwość drgań wszystkich dźwięków „a” na fortepianie, strojonych według obowiązującego obecnie stroju (a1=440 drgań na sekundę) jest następująca:
| Wysokość dźwięku | Częstotliwość (Hz) |
| ---------------- | ------------------ |
| A2               | 27,5               |
| A1               | 55                 |
| A                | 110                |
| a                | 220                |
| a1               | 440                |
| a2               | 880                |
| a3               | 1760               |
| a4               | 3520               |
Różnice wysokości dwóch dźwięków określane są mianem interwału. Dany interwał odpowiada zawsze określonemu stosunkowi częstotliwości, np.:
- 2:1 = oktawa,
- 3:2 = kwinta itd.

W przeszłości obowiązywał tzw. strój paryski, w którym dźwięk a1 posiadał częstotliwość drgań 435 Hz, ale w 1939 r. na mocy międzynarodowego porozumienia przyjęto, jako ogólnie obowiązujący, strój a1=440 Hz.